# Jardiner septentrional
El jardiner septentrional (Ailuroedus jobiensis) és un ocell de la família dels ptilonorínquids (Ptilonorhynchidae).

## Hàbitat i distribució
Habita els boscos de les muntanyes del nord de Nova Guinea central.

## Taxonomia
Considerat coespecífic d'Ailuroedus melanotis, ha estat ubicat a la seua pròpia espècie arran la revisió d'Irestedt et al. (2015).